# Ea Púk
Ea Púk là một xã thuộc huyện Krông Năng, tỉnh Đắk Lắk, Việt Nam.

## Địa lý
Xã Ea Púk có vị trí địa lý: 
- Phía đông giáp huyện Ea Kar
- Phía tây giáp xã Tam Giang
- Phía nam giáp xã Ea Dăh
- Phía bắc giáp xã Ea Tam.

Xã Ea Púk có diện tích 43,76 km², dân số năm 2005 là 3.791 người, mật độ dân số đạt 87 người/km².

## Lịch sử
Thành lập vào năm 2005 dựa theo Nghị định số 40/2005/NĐ-CP ngày 23 tháng 3 năm 2005 của Chính phủ Việt Nam về việc điều chỉnh địa giới hành chính, thành lập các xã thuộc huyện Krông Ana, Ea Kar, Krông Năng, tỉnh Đắk Lắk. Xã Ea Púk dựa trên diện tích và nhân khẩu của xã Tam Giang.
Xã Tam Giang còn lại 3.483 ha diện tích tự nhiên và 5.443 nhân khẩu.